# Балкански ратови
Балканским ратовима се означавају два рата вођена у раздобљу од 1912. до 1913. године. Први рат се десио у октобру 1912. и трајао је до маја 1913. године, у том рату су учествовале четири државе, Србија, Црна Гора, Грчка, Бугарска. Други Балкански рат се десио у јуну 1913. и трајао је до августа 1913, у њему је учествовало пет држава, Србија, Црна Гора, Грчка, Румунија, Турска. Балкански ратови су били увод у сукоб ширих размера, Први светски рат. (види: Узроци Првог светског рата).

## Први балкански рат
Први балкански рат (8. октобар 1912 — 30. мај 1913. године) је вођен између балканских савезника (Бугарска, Србија, Црна Гора и Грчка) и Турске. Османско царство, које је већ 1908. године било уздрмано Младотурском револуцијом, у 1912. је било још више ослабљено и ратом против Италије. Ту слабост Турске користе балканске земље и отпочињу рат против Турске с циљем ослобођења територија Балкана које се налазе под турском власти. Рат је отпочео 8. октобра 1912. када је Црна Гора објавила рат Турској. Bојска Краљевина Србијe је однела две важне победе у биткама код Куманова и Битоља, чиме је ослобођена читава Македонија.
У мање од два месеца, Турска је изгубила територије на скоро целом подручју европског континента, па је успостављено примирје 4. децембра 1912. године са свим противницима, осим Грчке. Након одбијања испуњавања захтева од стране Турске и државног удара у јануару 1913. године, рат је настављен, где је Турска изгубила и утврде Једрене, Јањину и Скадар, као и превласт на мору од грчке морнарице, па је 30. маја 1913. године, под посредством Великих сила (Аустроугарска, Немачка, Француска, Велика Британија и Италија) успостављен мир Лондонским мировним уговором, по којем је Турска балканским савезницима предала све своје територије западно од линије Енос – Мидија (обала Егејског мора - обала Црног мора), као и острва у Егејском мору, укључујући и Крит.
Као резултат Првог балканског рата створена је Албанија као независна држава, на чему је инсистирала Аустроугарска, на штету земаља победница, Грчке, Србије и Црне Горе.

## Други балкански рат
Незадовољство поделом освојених турских подручја, посебно Македоније, довело је до Другог балканског рата (29. јун – 10. август 1913). Једна бугарска војна јединица је 29. јуна 1913. године по наређењу генерала С. Кочева напала српске снаге на реци Брегалници (тзв. Брегалничка битка), а 30. јуна и грчке снаге на подручју Солуна. Грчка војска је под командом Краља Константина поразила Бугаре у бици код Кукуша где су обе стране претрпеле тешке губитке. Иако је бугарска влада покушала да оспори ратне операције против Србије и Грчке, оне су 8. јула 1913. године објавиле рат Бугарској. Убрзо су им се придружиле и Црна Гора и Румунија, као и Турска с жељом да поврати нека подручја која је током Првог балканског рата изгубила.
Због премоћи савезника, Бугарска је убрзо била поражена и принуђена на мир у Букурешту 10. августа 1913. године, по којем је Бугарска морала предати подручја освојена у Првом балканском рату. Велики део територије добила је и Румунија, а Македонија је била подељена између Грчке и Србије.
Балкански ратови су били увод у годину касније Први светски рат. Наиме, од ових мировних уговора, Србија је највише извукла корист и била је најмоћнија држава на Балкану, што је довело до затегнутости између Аустроугарске и Србије. Аустроугарској није одговарала моћ Србије на Балкану, која је важила као руски сателит, у њеним намерама даљњег ширења на исток ка Солуну, а Србији присутност Аустроугарске на Балкану. Тако је убиством цара Франца Фердинанда 28. јуна 1914. године у Сарајеву и нађен повод за почетак Првог светског рата.

## Балкански савез
Идеја о стварању Балканског савеза потекла је још од кнеза Михаила који је почео да ради на стварању тог савеза али га је изненадни атентат осујетио у томе.
У време његових наследника, Милана и Александра, та идеја је практично била замрла да би поново заживела почетком 20. века за време Анексионе кризе 1908/09. године када се поставило питање дефинитивног националног ослобођења и уједињења Срба.
Балкански савез су чиниле четири државе: Србија, Бугарска, Грчка и Црна Гора. Те државе биле су типично православне хришћанске државе које су имале за циљ стварање овог савеза како би протерали Турке са Балкана, а Србија и Црна Гора још су имале за циљ да спрече продор Аустроугарског утицаја преко тзв. „Зелене трансверзале“ на исток.
Балкански савез био је коначно склопљен у првој половини 1912. године, почива на 3 двојна споразума:
- споразум између Србије и Бугарске
- споразум између Србије и Црне Горе
- споразум између Бугарске и Грчке, мада су одређене споразуме склопиле и Грчка и Србија, и Грчка и Црна Гора, и Црна Гора и Бугарска.

Сваки двојни савез имао је тзв. политичку и војну конвенцију. Војна конвенција се односила на распоред и усклађивање војних снага на ратишту између две државе, а политичка конвенција се односила на поделу ново-ослобођене територије.

### Војна конвенција Србија - Бугарска
По војној конвенцији (Србија-Бугарска), српска војска је требало да делује на Вардарском ратишту, а Бугарска на Маричком. У случају потребе, била је предвиђена узајамна помоћ.
Политичка конвенција се односила на поделу Македоније, пошто су и једна и друга држава полагале право на Македонију с обзиром на то да је тамо живело и бугарско и српско становништво а највише због геостратегијског положаја Моравско-Вардарске долине; тешко је било склопити ту политичку конвенцију али на крају она је закључена тако што је предвиђено да после протеривања Турака из Македоније, Србији припадне део северно и западно од Шар планине а Бугарској источно од планине Родопа и реке Струмице, за средишњи део Македоније било је предвиђено да то буде једна аутономна област.
Међутим приликом потписивања ове политичке конвенције, Бугарска није била искрена што ће показати конвенција са Грцима, а нарочито ће то показати Други балкански рат који ће се водити између Србије и Бугарске.

### Војна конвенција Србија – Црна Гора
По војној конвенцији (Србија – Црна Гора) било је предвиђено деловање и српске и црногорске војске у Санџаку, и било је предвиђено да црногорска војска изврши поход на Скадар и у случају потребе да јој притекне у помоћ српска војска .
Иначе, у време потписивања ових споразума, није постојала држава Албанија већ су и даље била ту тзв. Арбанашка племена.
Политичка конвенција (Србија и Црна Гора) надовезује се на војну па је било предвиђено проширење и Србије и Црне Горе на Санџак и стварање заједничке границе у Санџаку те излазак обе државе на Јадран.

### Војна конвенција Бугарска и Грчка
Војна конвенција (Бугарска и Грчка) значила је да бугарска војска делује на тзв. Тракијском ратишту, а Грчка да делује на подручју тзв. Егејске Македоније (то је данашња северна Грчка)
Политичка конвенција надовезала се такође на војну, што је значило да Бугарској припадне Тракија, Грчкој Егејска Македонија али потписивање политичке конвенције Грци су условили ултиматумом да Бугарска одустане од прихватања аутономне Македоније (по оној политичкој конвенцији са Србијом); тако да је већ тада Бугарска тајно изневерила споразум са Србијом.

## Узроци избијања рата
Узрок за избијање Првог балканског рата: Тежња за ослобађање од Турака, тежак положај Срба под влашћу Турака, а повод је била Младо-турска револуција која је захватила Турску у време анексије 1908. године, где је носилац те револуције била је Турска омладина и они су тражили реформу.
Истовремено, италијанска војска се искрцава на Криту и то користи Црна Гора (расуло које је захватило Турску) и 8. октобра 1912. године објављује рат Турској и тако званично почиње Први балкански рат јер су у наредних пет дана и остале чланице Балканског савеза објавиле рат Турцима.
Први балкански рат може се поделити у три фазе:
1. фаза активног рата (од почетка рата до краја 1912. године)
2. фаза примирја (од почетка 1913. до краја марта исте године)
3. завршна фаза (од краја марта до краја маја 1913. године). Цео рат је трајао 8 месеци., где су у првој фази рата углавном је читава војска Балканског савеза бележила само победе.

Српска војска успешно је деловала на Вардарском ратишту и сама ослободила читаву Македонију. На Вардарском ратишту српска војска је остварила две велике победе у Кумановској и Битољској бици, а онда је продрла у Егејску Македонију и спојила се са грчком војском код места Флорине (што значи да је и грчка војска исто имала успеха). Кумановска битка представља прву победу српске војске у Првом балканском рату, то је битка са највећим процентом учешћа официрског кадра, многи је називају „ученом битком“. Бугарска војска је имала успеха на Маричком ратишту и донекле на Тракијском (није успела да освоји турску тврђаву Једрене).
Црногорска војска је успешно деловала у Санџаку где се спојила са српском војском код Новог Пазара (23. октобра 1912)</ref>. Такође, црногорска војска је извела и успешну опсаду Скадра, а део тзв. треће српске армије прешао је преко Шар планине у Албанске планине и ослободио највећи део територије данашње Албаније; тако је српска војска изашла на Јадран.
Аустроугарској није одговарао развој ситуације, па је поставила ултиматум да се црногорска војска повуче са Скадра, а у јеку рата 28. новембра 1912. године, Аустроугарска је у Валони прогласила независну Албанију.
Грчка војска је успешно деловала на Егејском ратишту. Турска је трпела поразе на свим фронтовима и тако Турска тражи деловање великих сила да се склопи примирје
Примирје је склопљено крајем децембра 1912. године на три месеца и по том примирју Турска је прихватила да све што је освојила војска Балканског савеза да то остане у саставу чланица савеза. Но то је било лажно примирје јер Турска је тај период од три месеца желела да искористи, са једне стране да реорганизује своју војску, а са друге стране да обезбеди потпуну наклоност Аустроугарске, и да некако велике силе уведе у овај рат.
Када је склопљен Балкански савез, истакнуто је да у случају спора међу чланицама савеза, арбитража (посредовање) може припасти само Руском цару (сви су православци); ова одлука као и тежња Русије да ове православне државе створе блок православних држава на Балкану и протерају Турке, довела је до заоштравања односа између Аустроугарске и Русије, стога када се год Аустроугарска неким ултиматумом обратила чланицама Балканског савеза, истовремено је тај ултиматум ишао и на Руског цара од којег се тражило да делује на Балкански савез.
Примирје истиче крајем марта што су сви једва дочекали јер како је истекло примирје тако су поново кренуле војне акције и од тих акција издвајамо да је Бугарска војска затражила помоћ Српске војске па јој је у помоћ притекла Друга српска армија на челу са Степом Степановићем од 55.000 војника. Пребацивањем Друге српске армије на Маричко ратиште омогућило је Бугарима да главнину војске са Маричког пребаце у Тракију и да коначно заузму Једрене.
Грчка војска је завршила освајање Егејске Македоније и припајање луке Солун,
Црногорска и српска војска заузеле су Скадар и тада се Аустроугарска ултимативно обратила краљу Николи тражећи да се црногорска војска повуче са Скадра у противном Црна Гора ће бити бомбардована са мора (истовремено ултиматум је отишао и на Руског цара).
У завршној фази рата умешале су се и Француска и Енглеска које су истакле да је нетрпељивост нарасла до те мере да ће Балкански рат прерасти у Европски и откуда право Србији и Црној Гори да оне самоиницијативно (нико не узима у обзир Бугарску и Грчку) прекрајају границе на Балкану (границе постављене на Берлинском конгресу).

## Лондонска конференција
Француска тј. њен председник Поенкаре 30. маја 1913. године сазива у Лондону конференцију амбасадора четири државе (Енглеске, Француске, Русије и Аустроугарске) која има задатак да оконча Први балкански рат.
На Лондонској конференцији није било представника ниједне чланице Балканског савеза мада су биле посредно укључене тако што је Русија штитила интересе Србије, Црне Горе и Грчке а Аустроугарска је штитила интерес Бугарске. Цела атмосфера конференције обележена је великим притиском Аустроугарске усмереним на интересе Србије и Црне Горе и доношењем таквих одлука које су сугестивно изазвале непријатељство између Србије и Бугарске.
Циљ Аустроугарске је био да Лондонска конференција не донесе ни једну одлуку којом би биле потврђене одлуке политичке конвенције из Балканског савеза.

### Одлуке Лондонске конференције
1. Турска се обавезала да уступа све своје поседе Западно од линије Енос-Мидија.
2. Србија се мора повући са Јадранског мора; добила је околину Призрена, Косово и северни део Рашке области /Санџака/; није била донесена коначна одлука о Македонији, која је остала у српском поседу (Вардарска Македонија).
3. Црна Гора није добила Скадар; добила је околину Пећи, јужни део Рашке области /Санџака/, Плав, Гусиње и мање крајеве северно и јужно од Скадарског језера.
4. Албанија је основана као кнежевина добивши пределе из којих су се морали повући Србија, Црна Гора и Грчка.

Како су одредбе Лондонске конференције остале непромењене (никакве примедбе нису усвојене) то се онда Србија званично обратила, након потписивања конференције потписницама тражећи ревизију уговора под изговором:
- Српска војска је сама деловала на Вардарском ратишту и сама ослободила читаву Македонију,
- Српска војска је пружила помоћ Бугарској на Маричком фронту а тиме и на Тракијском,
- Српска војска је ослободила највећи део Албаније и изашла на Јадран,
- Српска војска док је ратовала није имала потпуну подршку бугарске војске на Маричком ратишту.

До ревизије уговора није дошло, стога се краљ Петар I Карађорђевић обратио за помоћ Руском цару, а он уместо да се залаже за ревизију, он је кренуо у акцију измирења дојучерашњих савезника. На то је жестоко реаговао Никола Пашић упутивши протестно писмо Руском цару у ком је рекао да нема измирења Србије и Бугарске само због тога што су Бугари рекли да не желе заједничку границу са Србима па макар се цео свет окренуо против Србије.

## Последице и значај балканских ратова
- Ослобођење већег дела Балкана од вишевековне турске власти.
- Територијално проширење балканских држава.
- Све чланице балканских ратова су претрпеле велике људске и материјалне губитке.
- Први балкански рат је био ослободилачки, а други свакако освајачки.